# リック・マロッタ
リック・マロッタ（Rick Marotta、1948年1月7日 - ）は、アメリカ合衆国のドラマー、パーカッショニスト。アレサ・フランクリン、カーリー・サイモン、スティーリー・ダン、ジェームス・テイラー、ポール・サイモン、ジョン・レノン、ホール&オーツ、スティーヴィー・ニックス、ワイノナ・ジャッド、ロイ・オービソン、トッド・ラングレン、ロバータ・フラック、ピーター・フランプトン、クインシー・ジョーンズ、ジャクソン・ブラウン、アル・クーパー、ウェイロン・ジェニングス、ランディ・ニューマン、ケニー・G、ジャクソンズ、クロスビー・スティルス&ナッシュ、ボズ・スキャッグス、ウォーレン・ジヴォン、リンダ・ロンシュタットといった著名なアーティストたちのレコーディングに参加してきた。また、人気テレビ番組『HEY!レイモンド』や『Yes, Dear』の音楽も手掛けた作曲家でもある。

## 略歴
マロッタはニューヨークで生まれ、19歳で独学によってドラムを学んだ。彼はザ・リバボート・ソウル・バンドというバンドに所属。1968年にシングル「Mess-up」などを収録した『リトル・スージー - ザ・リバボート・ソウル・バンド・ファースト・アルバム』をリリースした。
マロッタは1970年代初頭、自身のグループで短命であったブレスレンというバンドのドラマーを務めていた。トム・コスグローヴがボーカル兼リード・ギター、スチュ・ウッズがベース、マイク・ガーソンがキーボードを担当した。彼らは2枚のアルバムをリリースしている。1枚目はバンド名を冠した『ブレスレン』で、そこそこの成功を収めた。2枚目はバンドが崩壊寸前にリリースされたため、現在では入手困難となっている。バンドは独特のサウンドで、ロックとカントリーを融合させつつ、ジャズの要素も入れており、また、彼らのためにアルバムのライナーノートと楽曲「Loop Garoo」を書いたドクター・ジョンの影響も受けている。その後、マロッタはテレビのシットコム『HEY!レイモンド』と『Yes, Dear』の音楽を作曲した。1995年には、シチュエーション・コメディ『Double Rush』のエピソード「Johnny and the Pace Makers」にゲスト出演している。
弟のジェリー・マロッタも、ピーター・ガブリエルとレコーディングやツアーを行ったことがある著名なドラマー兼パーカッショニストである。

## ディスコグラフィ

### リーダー・アルバム
- Just The Ticket (Music From The Motion Picture) (1999年) ※映画『ラスト・チャンスをあなたに』サウンドトラック with アンディ・ガルシア

### ブレスレン
- 『ブレスレン』 - Brethren (1970年、Tiffany)
- 『モーメント・オブ・トゥルース』 - Moment Of Truth (1971年、Tiffany)

### 参加アルバム
カーリー・サイモン
- 『ホットケーキ』 - Hotcakes（1974年）
- 『スパイ』 - Spy（1979年）
- 『パーティへようこそ』 - Come Upstairs（1980年）
- 『トーチ』 - Torch（1981年）
- 『ハロー・ビッグ・マン』 - Hello Big Man（1983年）
- 『届かぬ手紙』 - Letters Never Sent（1994年）
- 『ディス・カインド・オブ・ラヴ』 - This Kind of Love（2008年）

ヴァン・マッコイ
- 『ラブ・イズ・ジ・アンサー』 - Love Is the Answe (1974年、Avco) ※with ソウル・シティ・シンフォニー
- 『ディスコ・ベイビー』 - Disco Baby (1975年、Avco) ※with ソウル・シティ・シンフォニー
- 『ディスコ・キッド』 - The Disco Kid (1975年、Avco)

スティーリー・ダン
- 『幻想の摩天楼』 - The Royal Scam (1976年、ABC)
- 『彩（エイジャ）』 - Aja (1977年、ABC)
- 『ガウチョ』 - Gaucho (1980年、MCA)

ジョン・トロペイ
- 『トロペイ』 - Tropea (1975年、Marlin)
- 『ショート・トリップ・トゥ・スペース (宇宙楽園)』 - Short Trip to Space (1977年、Marlin)
- 『トゥ・タッチ・ユー・アゲイン』 - To Touch You Again (1979年、Marlin)

ウォーレン・ジヴォン
- 『エキサイタブル・ボーイ』 - Excitable Boy (1978年、Asylum)
- 『ダンシング・スクールの悲劇』 - Bad Luck Streak in Dancing School (1980年、Elektra)
- 『ジ・アンヴォイ (外交使節)』 - The Envoy (1982年、Asylum)